# 四川相书
四川相书，中国曲艺曲种。渊源于明清以来的隔壁戏，在帐幔中表演。用四川方言。曾流行于四川各大城市。曲目有《骗总爷》《写对杀猪》等。